# 神の摂理とバルベリーニ家の権力の寓意
『神の摂理とバルベリーニ家の権力の寓意』（かみのせつりとバルベリーニけのけんりょくのぐうい、英: Allegory of Divine Providence and Barberini Power） 、または『神の摂理の勝利』（かみのせつりのしょうり、伊: Trionfo della Divina Provvidenza）は、イタリア・バロック期の画家ピエトロ・ダ・コルトーナがローマのバルベリーニ宮殿 (現在、国立古典絵画館となっている) の大広間天井に描いたフレスコ画である。1633年に開始され、ほぼ3年をかけて制作された。コルトーナがヴェネツィアからローマに戻った後、フレスコ画にはふたたび手が加えられ、1639年に完成した。

## 作品
1620年以来、バルベリーニ宮殿は、教皇ウルバヌス8世となっていたマッフェオ・バルベリーニ率いるバルベリーニ家の邸宅であった。彼はローマを芸術と建築で再装飾する壮大な計画を開始した人物であるが、この宮殿のために本作をコルトーナに委嘱したのは、甥のフランチェスコ・バリベリーニ枢機卿が以前、コルトーナに作品を委嘱したことがあったからであった。ウルバヌス8世およびその統治の寓意が本作の中心的主題となっている。

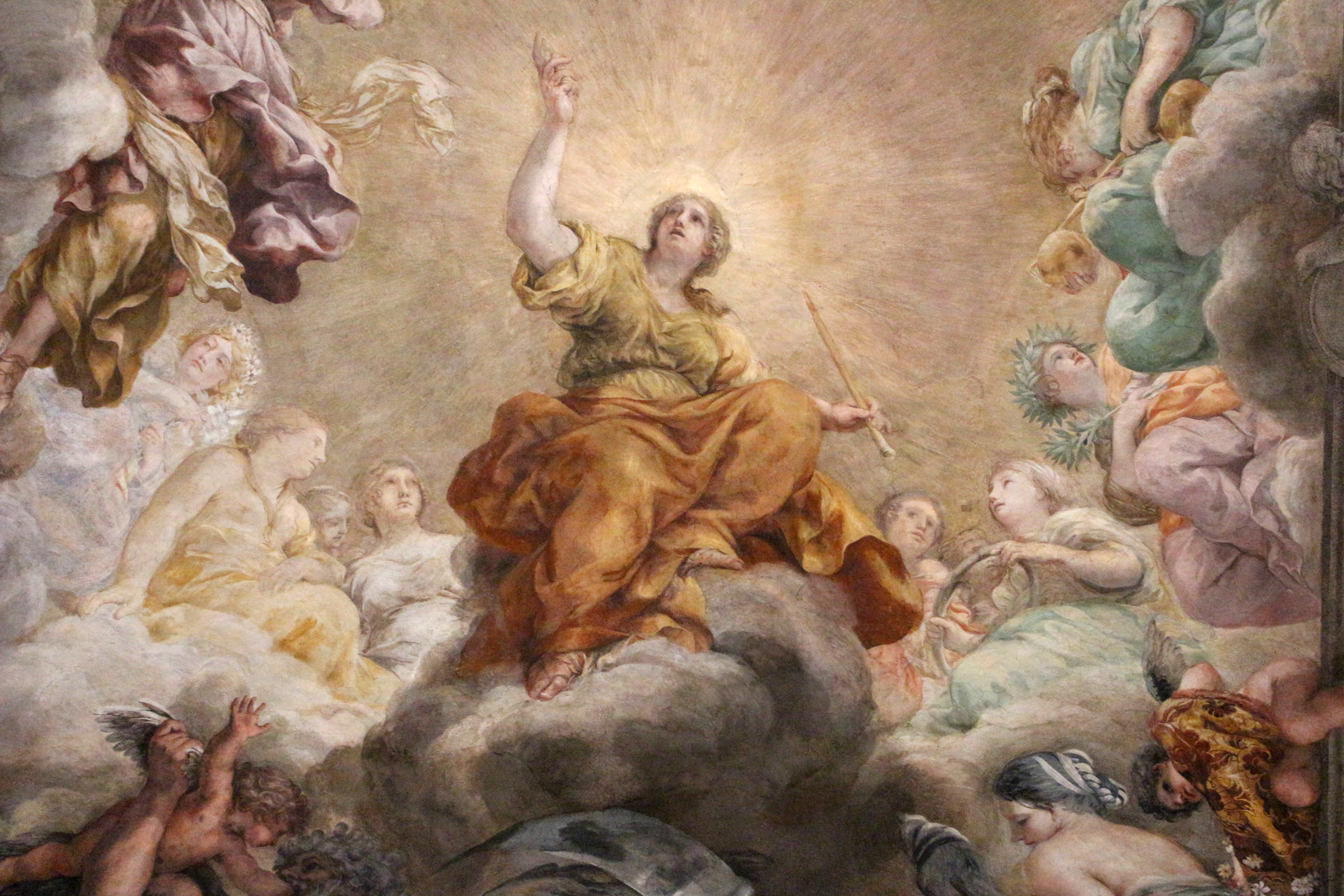
「神の摂理」の寓意像

バルベリーニ家により発注された作品はしばしば太陽と蜂 (バルベリーニ家の紋章は3匹の蜂) で満ちているが、このフレスコ画も同様である。空の端には「神の摂理」の寓意像が座し、もう一方の端 (画面上部) にはプットと飛翔する乙女がいる。彼らは教皇の鍵、ティアラを高く掲げつつ、紋章の巨大な金色の蜂の上に衣服の布地を翻えらせている。「神の摂理」の下では、描かれた建築的枠組みが崩れている。大鎌を持つ「時」の寓意像 (「神の摂理」の左下) は、プットの腕を呑み込まんばかりに見える。不死の冠を構成する12星を運ぶ女性像は紋章の蜂たちに冠を差し出しながら、「神の摂理」のほうを真摯に見つめている。このフレスコ画の目的の1つは、不正であったと噂されたバルベリーニ家のウルバヌス8世の教皇選出を神の摂理として描くことであったと提唱する研究者もいる。

## 背景および後代への影響

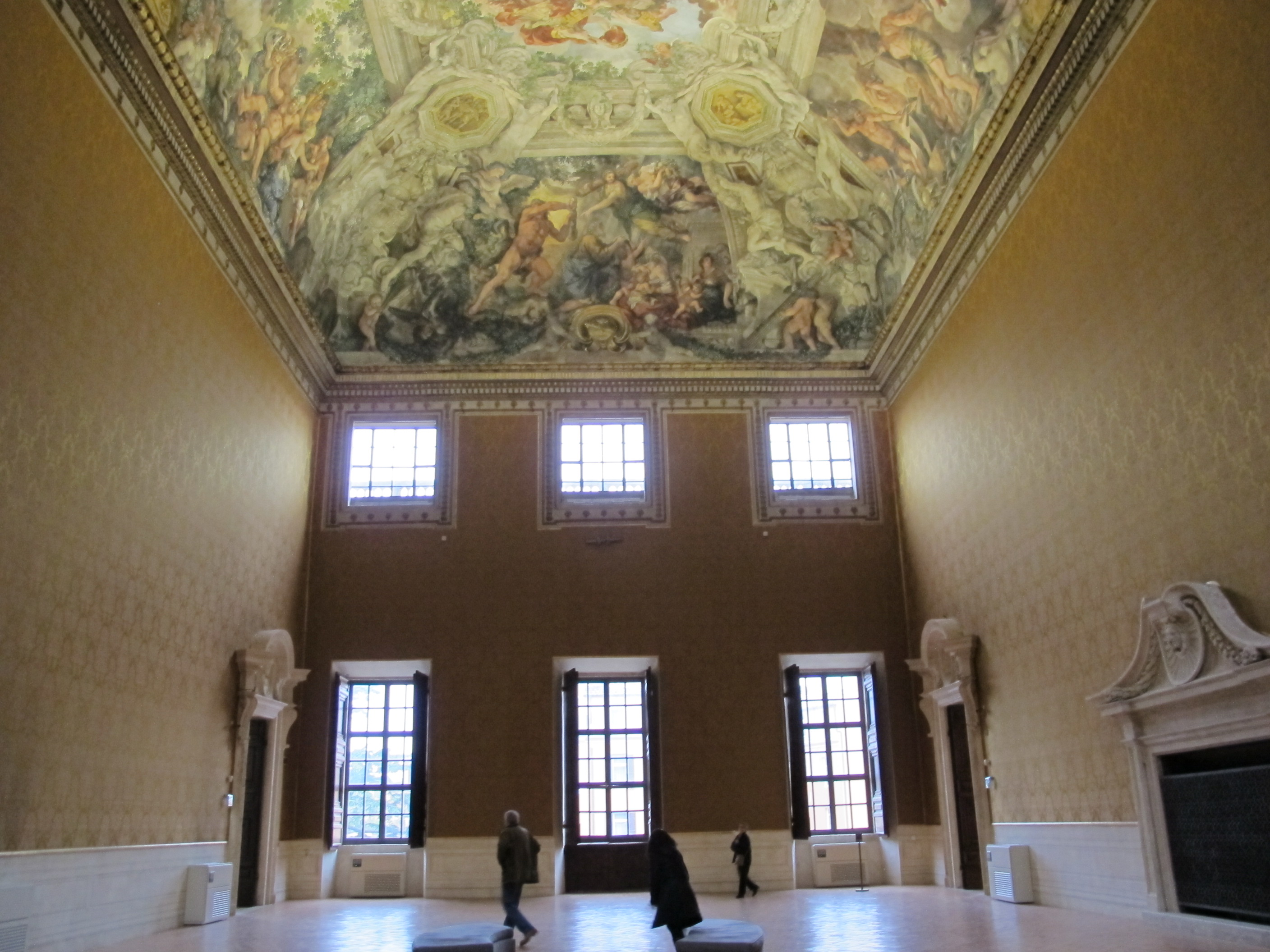
フレスコ画のある大広間

当時、ローマではフレスコ画が数多くあった。大部分は枠の中に描かれた出来事を表したクアドロ・リポルタート という形式で、ミケランジェロによるシスティーナ礼拝堂の天井画 (バチカン宮殿) や、ファルネーゼ宮殿のアンニーバレ・カラッチの『神々の愛』 (1601年完成) などが代表的なものである。バルダッサーレ・ぺルッツィは、クアドラトゥーラと呼ばれる幻影的な絵画様式を確立したが、これは下から見上げた遠近法を用いたもので、フレスコ画により建築的枠組みの一部が表されるか、模倣されたものとなっている。
そのようなトロンプ・ルイユ (騙し絵) 的な工夫はイタリア美術には目新しいものではなく、例えばマンテーニャやジュリオ・ロマーノがマントヴァでそうしたフレスコ画を描いて以来ずっと存在した。しかし、コルトーナの輝く空は大変な力作で、ほかの多くの壮大なフレスコ画に影響を与えた。たとえば、ジョヴァンニ・バッティスタ・ティエポロがマドリード王宮内に描いたフレスコ画、ダーフィト・エーレンシュトラールがストックホルムの貴族院に描いた『徳の評議会 (Council of the Virtues)』、ジョヴァンニ・バッティスタ・ティエポロがストラのヴィッラ・ピサーニに描いた『ピサーニ家の神格化』 、アンドレア・ポッツォがローマのサンティグナツィオ教会に描いた『聖イグナティウスの神格化』などである。